# بانگور آن دی
بانگور آن دی (به انگلیسی: Bangor-on-Dee) یک منطقهٔ مسکونی در بریتانیا است که در شهرستان مستقل ورکسام واقع شده‌است. بانگور آن دی ۱٬۱۱۰ نفر جمعیت دارد.